# 제6회 가치봄영화제
제6회 가치봄영화제는 2005년 10월 20일에 열린 시상식이다.

## 수상 및 후보

### 상영작
- 새드무비 - 권종관
- 별별 이야기 - 유진희 외 9명
- 간큰가족 - 조명남
- 잠복근무 - 박광춘
- 분홍신 - 김용균
- 댄서의 순정 - 박영훈
- 공공의 적 2 - 강우석
- 조제, 호랑이, 그리고 물고기들 - 이누도 잇신
- 달콤한 인생 - 김지운
- 미스터 주부퀴즈왕 - 유선동
- 혈의 누 - 김대승
- 웰컴 투 동막골 - 배종
- 마파도 - 추창민
- 형사 Duelist - 이명세
- 박수칠 때 떠나라 - 장진
- 친절한 금자씨 - 박찬욱
- 너는 내 운명 - 박진표
- 안녕, 형아 - 임태형
- 주먹이 운다 - 류승완
- 연애의 목적 - 한재림
- 말아톤 - 정윤철
- 왕후심청 - 넬슨 신
- 배고픈 하루 - 김동현
- Happy Birthday - 홍준겸
- 산책 - 최지영
- 아빠
- 양성평등 - 조주상
- 남자다운 수다 - 홍덕표
- 세라진
- 준비, 그리고
- 핑크팰리스 - 서동일